# Cranioleuca marcapatae
A Cranioleuca marcapatae a madarak (Aves) osztályának verébalakúak (Passeriformes) rendjébe és a fazekasmadár-félék (Furnariidae) családjába tartozó faj.

## Rendszerezése
A fajt John Todd Zimmer amerikai ornitológus írta le 1935-ben.

## Alfajai
- Cranioleuca marcapatae marcapatae Zimmer, 1935
- Cranioleuca marcapatae weskei Remsen, 1984[2]

## Előfordulása
Dél-Amerikában az Andok keleti részén, Peru területén honos. Természetes élőhelyei a szubtrópusi és trópusi hegyi esőerdők. Állandó nem vonuló faj.

## Megjelenése
Testhossza 16 centiméter, testtömege 20-22 gramm.

## Életmódja
Ízeltlábúakkal táplálkozik.

## Természetvédelmi helyzete
Az elterjedési területe kicsi, egyedszáma viszont stabil. A Természetvédelmi Világszövetség Vörös listáján nem fenyegetett fajként szerepel.